# El Venusto
El Venusto är en ort i Mexiko.   Den ligger i kommunen Tierra Blanca och delstaten Veracruz, i den sydöstra delen av landet, 300 km öster om huvudstaden Mexico City. El Venusto ligger 21 meter över havet och antalet invånare är 121.
Terrängen runt El Venusto är mycket platt, och sluttar österut. Runt El Venusto är det ganska tätbefolkat, med 75 invånare per kvadratkilometer. Omgivningarna runt El Venusto är en mosaik av jordbruksmark och naturlig växtlighet.